# Die kleinen Strolche: Birthday Blues
Birthday Blues (in Deutschland auch bekannt als Überraschung zum Geburtstag) ist eine US-amerikanische Kurzfilm-Komödie der Kleinen Strolche unter Regie von Robert F. McGowan.

## Handlung
Die Mutter von Dickie und Spanky hat ihren Geburtstag. Zur Feier des Tages hat sie sich ein Kleid bestellt, ohne ihren Ehemann zu fragen. Als das Kleid geliefert wird, lässt der Vater das Kleid zurückschicken – sehr zum Bedauern der weinenden Mutter, die sich auch mal etwas gönnen wollte. Betrübt will Dickie unbedingt ein Geschenk für seine Mutter auftreiben, doch dazu braucht er zunächst Geld. Mithilfe seines Freundes Stymie kommt Dickie schließlich auf die Idee, einen Kuchen mit lauter Überraschungen darin zu verkaufen. Doch das Backen des Kuchens gestaltet sich wegen der geringen Erfahrungen der Kinder als schwierig, sie nehmen Anweisungen wie „Eier schlagen“ oder „auf den Ofen setzen“ wörtlich. Sie mischen nach Gutdünken verschiedene Zutaten in den Kuchen, sodass am Ende der Ofen in die Luft fliegt. Dann befüllen die Kinder den Kuchen mit wenig ansehnlichen Überraschungen wie Haarbürsten, Mausefallen oder Schuhen. Es erscheinen viele Kinder zur Party, der Plan scheint zunächst zu gelingen. Doch die erschienenen Kinder sind mit dem ungewöhnlichen Kuchen so unzufrieden, dass sie bald eine zerstörerische Tortenschlacht vom Zaun brechen. 
Inzwischen gelingt es Dickie, für zwei Dollar seinen alten Sperrmüll zu verkaufen. Für das Geld holt er sich ein Kleid für seine Mutter, dass zwar schon älter, aber noch hübsch ist. Als der Vater nach Hause zurückkehrt, ist das gesamte Haus verwüstet. Der erzürnte Vater schmeißt alle Kinder raus und schlägt Dickie zunächst auf den Hintern. Doch da kommt die Mutter wieder und erblickt das Kleid. Als sie sieht, dass Dickie ihr helfen wollte, verzeihen ihm die Eltern schnell. Auch der Vater ändert nun seine Meinung und bereut sein vorheriges Verhalten. Am Sonntag besucht die Familie die Kirche, wobei die Mutter in ihrem schönen Kleid alle Kirchgänger beeindruckt. Doch auf den Kirchenstufen fallen die uralten Schuhe, die es umsonst dazugab, auseinander.

## Hintergrund
Drei Tage nach der weitgehenden Fertigstellung des Filmes Free Wheeling begannen die Dreharbeiten am 30. Juli 1932. Insgesamt dauerten die Dreharbeiten nur sechs Tage. Danach hatten die Kinderdarsteller vier Wochen Pause, ehe dann wieder neue Filme gedreht wurden. Im November 1932 erschien Birthday Blues dann erstmals in den amerikanischen Kinos.
Kendall McComas hatte bei Birthday Blues seinen letzten von insgesamt acht Auftritten bei den Kleinen Strolchen.

## Kritiken
Die New York Times bezeichnete den Film als „exzellente Mischung aus schallendem Lachen und Pathos“.